# Chiara Marchitelli
Chiara Marchitelli, née le 4 mai 1985 à Rome, est une gardienne de but de Football féminin italien qui joue pour le CF Florentia du Championnat d'Italie féminin de football Serie A . Elle a remporté quatre titres de champion d'Italie avec la SS Lazio, l'ASD Fiammamonza et l'ACF Brescia Femminile (deux fois). 

## Carrière internationale

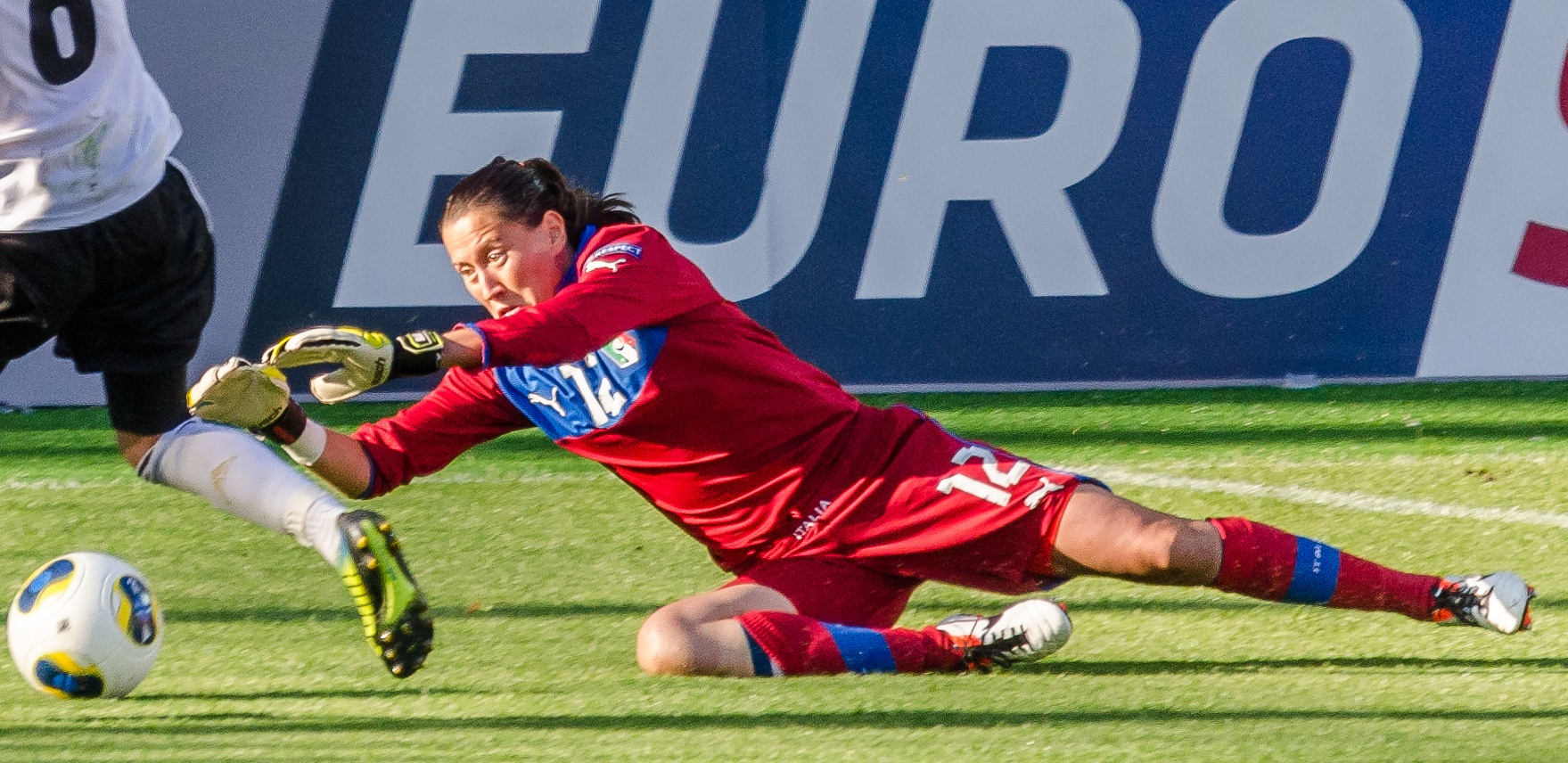
Chiara Marchitelli lors du quart de finale de l'Euro féminin de 2013 contre l'Allemagne.

Chiara Marchitelli a fait ses débuts en équipe nationale d'Italie en septembre 2006, une victoire 1 à 0 en amical contre la république d'Irlande à Richmond Park de Dublin. Elle a été gardienne de but dans l'équipe italienne lors du Championnat d'Europe féminin de football 2005.
En 2019, elle fait partie des 23 joueuses retenues afin de participer à la Coupe du monde organisée en France.